# John Turner (baloncestista)
John Leslie Turner (Washington D. C., 30 de noviembre de 1967) es un exjugador de baloncesto estadounidense que jugó una temporada en Houston Rockets de la NBA, y posteriormente desarrolló su carrera profesional en España, Italia y Nueva Zelanda. Con 2,03 metros de estatura, jugaba en la posición de ala-pívot.

## Trayectoria deportiva

### Universidad
Tras disputar una temporada con los Hoyas de la Universidad de Georgetown, Turner asistió durante dos años a la Universidad Phillips. Allí promedió más de 23 puntos y 13 rebotes en ambas temporadas.

### Profesional
Turner fue seleccionado en la 20.ª posición del Draft de la NBA de 1991 por Houston Rockets, convirtiéndose en el único jugador de Phillips en debutar en la NBA. En los Rockets solo disputó una temporada, promediando 2.8 puntos y 1.9 rebotes en 42 partidos. Al año siguiente fichó por el Natwest Zaragoza de la Liga ACB, y posteriormente pasó otras dos campañas en el Mens Sana Basket italiano. Tras un breve paso por el Poenamo BK Kings de Nueva Zelanda, Turner regresó a la LEGA, militando en el Mabo Pistoia, en el Calze Pompea Roma, en el Ducato Siena, en el Pompea Napoli y en el Carifac Fabriano.

## Estadísticas de su carrera en la NBA

### Temporada regular
| Temporada | Edad | Equipo          | Liga | P  | TIT | MIN | TC  | TCA | %TC  | 3P  | 3PA | %3P | TL  | TLA | %TL  | R.OF. | R.DEF. | REB | ASIS | ROB | TAP | PER | FP  | PTS |
| 1991-92   | 24   | Houston Rockets | NBA  | 42 | 0   | 8.2 | 1.0 | 2.3 | .439 | 0.0 | 0.0 |     | 0.7 | 1.4 | .525 | 0.9   | 1.0    | 1.9 | 0.3  | 0.1 | 0.1 | 0.8 | 1.0 | 2.8 |
| Total     |      |                 | NBA  | 42 | 0   | 8.2 | 1.0 | 2.3 | .439 | 0.0 | 0.0 |     | 0.7 | 1.4 | .525 | 0.9   | 1.0    | 1.9 | 0.3  | 0.1 | 0.1 | 0.8 | 1.0 | 2.8 |